# Мішель Раян
Мішель Клер Раян (англ. Michelle Claire Ryan; нар. 22 квітня 1984) — англійська акторка. Найбільше відома за роллю Зої Слейтер у телесеріалі каналу BBC «Мешканці Іст-Енду». Також виконала роль Джеймі Саммерс у телесеріалі «Біонічна жінка» у 2007 році. У 2008 році зіграла злу чаклунку Німуе в серіалі «Пригоди Мерліна», а у 2009-му — у Великодньому спецвипуску серіалу «Доктор Хто» Планета Мертвих в ролі Леді Крістіни де Соуза.

## Фільмографія

### Телебачення
| Рік  | Фільм / серіал                   | Оригінальна назва | Роль                   | Позначка                                                             |
| ---- | -------------------------------- | ----------------- | ---------------------- | -------------------------------------------------------------------- |
| 2000 | Найгірша відьма                  |                   | Долорес                | з'явилась в одній серії                                              |
| 2000 | Бернсайд                         |                   | Шкільна подруга        | З'явилась у двох серіях                                              |
| 2000 | Мешканці Іст-Енду                |                   | Зої Слейтер            | 2000-2005 454 серії                                                  |
| 2003 | EastEnders: Slaters in Detention |                   | Зої Слейтер            | спеціальний DVD                                                      |
| 2003 | Комічна допомога                 |                   | Зої Слейтер            | EastEnders-скетч                                                     |
| 2006 | Міс Марпл Аґати Крісті           |                   | Роуз Вотер             | з'явилась в одній серії                                              |
| 2007 | День Червоного Носа              |                   | Кейт                   |                                                                      |
| 2007 | Менсфілдський парк               |                   | Марія Бертрам          |                                                                      |
| 2007 | Джекіл                           |                   | Катрін Реймер          |                                                                      |
| 2007 | Біонічна жінка                   |                   | Джеймі Саммерс         | Головна роль                                                         |
| 2008 | Пригоди Мерліна                  |                   | Німуе                  | Серії: «Знак Німуе», «Отруєний кубок», «Екскалібур», «Смерть Артура» |
| 2009 | Доктор Хто                       |                   | Леді Крістіна де Соуза | Серія «Планета мертвих»                                              |
| 2014 | Смерть у раю                     |                   | Лексі Каннінґем        | 2 епізоди                                                            |
| 2018 |                                  | True Horror       | Ванеса Мітчел          | мінісеріал                                                           |
| 2019 |                                  | Dark Stories      | Керрі                  | 1 епізод                                                             |

### Кіно
| Рік  | Фільм                  | Оригінальна назва           | Роль          | Позначка  |
| ---- | ---------------------- | --------------------------- | ------------- | --------- |
| 2006 | Решта                  |                             | Сьюзі         | Кінодебют |
| 2007 | Хочу солоденького      |                             | Ліла          |           |
| 2008 | Клацання               |                             | Сандра Мартін |           |
| 2010 | 4.3.2.1                |                             | Келлі         |           |
| 2011 | Кохання і кухня        |                             | Шауна         |           |
| 2015 | Андрон                 | Andròn: The Black Labyrinth | Еланор        |           |
| 2017 | Остання фотографія     | The Last Photograph         | Меріам        |           |
| 2024 | Франкенштейн: Спадщина | Frankenstein: Legacy        | леді Шарлотта |           |